# ليروي باريل
ليروي باريل (بالإنجليزية: Leroy Burrell) مواليد 21 فبراير 1967 في فيلادلفيا، هو عداء أمريكي متخصص في سباق 100 متر. فاز بالميدالية الذهبية في بطولة العالم لألعاب القوى. حطم الرقم القياسي العالمي في سباق 100 متر سنة 1991 بزمن 9.90 ثانية.

## الميداليات
| الميدالية | المسابقة                       |
| --------- | ------------------------------ |
| ذهبية     | الألعاب الأولمبية الصيفية 1992 |
| ذهبية     | بطولة العالم لألعاب القوى 1991 |
| ذهبية     | بطولة العالم لألعاب القوى 1993 |

## روابط خارجية
- ليروي باريل على موقع الاتحاد الدولي لألعاب القوى (الإنجليزية)
- ليروي باريل على موقع الاتحاد الأمريكي لسباقات المضمار والميدان (الإنجليزية)
- ليروي باريل على موقع الاتحاد الأمريكي لسباقات المضمار والميدان (الإنجليزية)
- ليروي باريل على موقع أوليمبيديا (الإنجليزية)